# Erolet
Erolet war ein elektronisches Gerät zur Erzeugung von kryptographisch sicheren Zufallstexten, also Zufallsfolgen aus Buchstaben oder Ziffern. Es wurde in der zweiten Hälfte des 20. Jahrhunderts eingesetzt.

## Name
Das Akronym Erolet ist abgeleitet von „Elektronisches ROuLETte“.

## Hintergrund
Das kryptographisch sichere Einmalschlüssel-Verfahren (englisch One-Time-Pad), kurz OTP, basiert auf der einmaligen Verwendung eines zufälligen Schlüssels, der (mindestens) die gleiche Länge wie die zu verschlüsselnde Nachricht aufweist (Klartext). Geeignete Schlüssel lassen sich kaum von Hand (manuell) erzeugen, beispielsweise durch Würfeln, Lostrommeln oder Roulette, da der dazu benötigte Zeitaufwand zu groß wäre. Daher werden zu diesem Zweck maschinelle Schlüsselerzeuger (Key generators) eingesetzt, wie beispielsweise Erolet.
Die hierdurch generierte Schlüsselfolge wird in einem Mischer zeichenweise mit dem Klartext verknüpft und ergibt den Geheimtext. Auf gleiche Weise kann der Empfänger die Geheimnachricht entschlüsseln und so den ursprünglichen Text zurückgewinnen.

## Geschichte
Erolet wurde in der zweiten Hälfte der 1950er-Jahre unter Verwendung der damaligen Relais- und Röhrentechnik von der niederländischen PTT entwickelt, dem öffentlichen Post- und Telekommunikationsunternehmen der Niederlande. Ab 1958 wurden einige Exemplare von Philips Usfa N.V. gefertigt, einem unabhängigen Tochterunternehmen des ebenfalls niederländischen Elektronik-Unternehmens Philips.

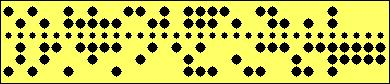
Ausschnitt aus einem typischen Lochstreifen

Eine (damals geheime) Gebrauchsanweisung ist erhalten und als PDF frei verfügbar (siehe auch: Weblinks). Vorgesehen war das Gerät zur Verwendung zusammen mit Fernschreibern, beispielsweise dem damals weit verbreiteten Fernschreiber 100 (T100). Die generierte Zufallsfolge wurde auf einen Lochstreifen gestanzt (Bild). Wahlweise handelte es sich dabei um Ziffernfolgen oder Buchstabenfolgen, wobei beliebige einzelne Zeichen „ausgeschaltet“ werden konnten. Als Geschwindigkeit konnte 45,5 Bd (Baud), 50 Bd, 75 Bd oder 100 Bd eingestellt werden.
Als Ergänzung und zur Überprüfung diente ein Summenzähler, der die Anzahl der generierten einzelnen Zeichen aufsummierte. So konnte kontrolliert werden, ob diese näherungsweise gleichverteilt waren.
Soweit bekannt, wurden nicht mehr als zehn Exemplare hergestellt. Sie wurden von niederländischen Regierungsstellen und auch von Dienststellen anderer Länder, wie Dänemark, eingesetzt. Vermutlich ist kein Exemplar von Erolet mehr erhalten.